# リッキー・ジャーヴェイス
リッキー・ジャーヴェイス（英語: Ricky Dene Gervais、1961年6月25日 - ）はイングランド・レディング出身の俳優・コメディアン・脚本家。演出・脚本も手がけたBBCのコメディドラマ『The Office』で知られている。

## 来歴
ユニヴァーシティ・カレッジ・ロンドンで生物学と哲学を学んだ。大学の最終年に在学中、友人の Bill Macrae と共にニューロマンティック・デュオ "Seona Dancing" を結成、ロンドン・レコードと契約して2枚のシングルをリリースした。しかしさほどヒットせず、イベント・プロデューサーとして働くようになる。
その後、ロンドンのローカルラジオ局で働く。さらに、TV番組のリポーター、トークショーのパーソナリティとして活躍後、『The Office』がイギリスで大ヒット番組となり、一躍ブレイクする。テレビ作品では、コメディアン・ライターのスティーヴン・マーチャントと、ほとんどの作品でコンビとなっている。
2011年1月、第68回ゴールデングローブ賞の司会を務めたが、その際受賞者の多くに対して辛口コメントないしブラックジョークと取れる発言を連発したため、同賞を主催しているハリウッド外国人記者クラブから非難されている。しかしその後2020年までに累計５回司会を務めた。

## フィルモグラフィー

### 映画
| 年   | 邦題/原題                                                                       | 役名                     | 備考                                      | 吹き替え           |
| ---- | ------------------------------------------------------------------------------- | ------------------------ | ----------------------------------------- | ------------------ |
| 2006 | ナイト ミュージアム Night at the Museum                                         | マクフィー               |                                           | 佐藤晴男           |
| 2007 | スターダスト Stardust                                                           | ファーディ・ザ・フェンス |                                           | 丸山壮史           |
| 2008 | オー!マイ・ゴースト Ghost Town                                                  | バートラム・ピンカス     |                                           | 横島亘             |
| 2009 | ナイト ミュージアム2 Night at the Museum: Battle of the Smithsonian             | マクフィー               |                                           | 佐藤晴男           |
| 2009 | ウソから始まる恋と仕事の成功術 The Invention of Lying                           | マーク・ベリソン         | 監督, 製作, 脚本                          | 塩屋浩三           |
| 2010 | Cemetery_Junction                                                               |                          | 監督、脚本                                | N/A                |
| 2011 | スパイキッズ4D:ワールドタイム・ミッション Spy Kids 4: All the Time in the World | アルゴナウテス           | 声の出演                                  | 間宮康弘           |
| 2011 | ザ・マペッツ The Muppets                                                        | 本人                     | 出演シーンカット                          | N/A                |
| 2013 | スペースガーディアン Escape From Planet Earth                                   | ジェームズ・ビン         | 声の出演                                  | TBA                |
| 2014 | ザ・マペッツ2/ワールド・ツアー Muppets Most Wanted                              | ドミニク・バッドジー     |                                           | （吹き替え版なし） |
| 2014 | ナイト ミュージアム/エジプト王の秘密 Night at the Museum: Secret of the Tomb    | マクフィー               |                                           | 佐藤晴男           |
| 2015 | リトルプリンス 星の王子さまと私 The Little Prince                               | うぬぼれ男               | 声の出演                                  | ビビる大木         |
| 2016 | デイビッド・ブレント：ライフ・オン・ザ・ロード David Brent: Life on the Road    | デイヴィッド・ブレント   | Netflixオリジナル映画 監督/出演/脚本/製作 | 佐久田脩           |
| 2016 | 現地(にいない)特派員 Special Correspondents                                     | イアン・フィンチ         | Netflixオリジナル映画 監督/出演/脚本      | 上田燿司           |
| 2020 | ウィロビー家の子どもたち The Willoughbys                                        | ネコ                     | 声の出演/製作                             | 杉田智和           |
| 2022 | ハンクの肉球大決戦 PAWS OF FURY: THE LEGEND OF HANK                             | イカチュウ               | 声の出演                                  | 杉田智和           |

### テレビ
| 年          | 邦題/原題                                            | 役名                   | 備考                                          | 吹き替え           |
| ----------- | ---------------------------------------------------- | ---------------------- | --------------------------------------------- | ------------------ |
| 2001        | SPACED ～俺たちルームシェアリング～ Spaced           | テイヴ                 | 1エピソード                                   | （吹き替え版なし） |
| 2001 - 2003 | The Office                                           | デイヴィッド・ブレント | 原案, 監督, 脚本 15エピソード                 | （吹き替え版なし） |
| 2004        | エイリアス Alias                                     | ダニエル・ライアン     | 1エピソード                                   | （吹き替え版なし） |
| 2005, 2013  | ザ・オフィス The Office                              | デイヴィッド・ブレント | 共同原案, 製作総指揮, 脚本 2エピソード        | （吹き替え版なし） |
| 2005 - 2007 | エキストラ:スターに近づけ! Extras                    | アンディ・ミリマン     | 共同原案, 監督, 製作総指揮, 脚本 13エピソード | （吹き替え版なし） |
| 2006        | ザ・シンプソンズ The Simpsons                        | チャールズ・ヘルスバー | 声の出演 1エピソード                          | TBA                |
| 2009        | セサミストリート Sesame Street                       | 本人                   | 3エピソード                                   |                    |
| 2009        | スポンジ・ボブ SpongeBob SquarePants                 | ナレーター             | 1エピソード                                   |                    |
| 2010        | 第67回ゴールデングローブ賞 67th Golden Globe Awards  | 本人                   | 司会                                          | （吹き替え版なし） |
| 2011        | 第68回ゴールデングローブ賞 68th Golden Globe Awards  | 本人                   | 司会                                          | （吹き替え版なし） |
| 2011        | ザ・シンプソンズ The Simpsons                        | 本人                   | 声の出演 1エピソード                          | TBA                |
| 2011        | ラリーのミッドライフ★クライシス Curb Your Enthusiasm | 本人                   | 1エピソード                                   | （吹き替え版なし） |
| 2011, 2013  | 人生短し… Life's Too Short                           | 本人                   | 共同原案, 監督, 製作総指揮, 脚本              | （吹き替え版なし） |
| 2012        | 第69回ゴールデングローブ賞 69th Golden Globe Awards  | 本人                   | 司会                                          | （吹き替え版なし） |
| 2012        | ファミリー・ガイ Family Guy                          | ビリー・フィン         | 声の出演 1エピソード                          | （吹き替え版なし） |
| 2010-2012   | 世界を旅する無知と無恥 An Idiot Abroad               | 本人                   | 共同原案, 製作総指揮                          | （吹き替え版なし） |
| 2012-2014   | デレク Derek                                         | デレク                 | 共同原案, 監督, 製作総指揮, 脚本              | （吹き替え版なし） |
| 2019-2022   | After Life/アフター・ライフ After Life               | トニー                 | 原案, 監督, 製作総指揮, 脚本                  | 上田燿司           |

### ゲーム
| 年   | 邦題/原題                                      | 役名 | 備考     |
| ---- | ---------------------------------------------- | ---- | -------- |
| 2008 | グランド・セフト・オートIV Grand Theft Auto lV | 本人 | 声の出演 |